# Storia della danza

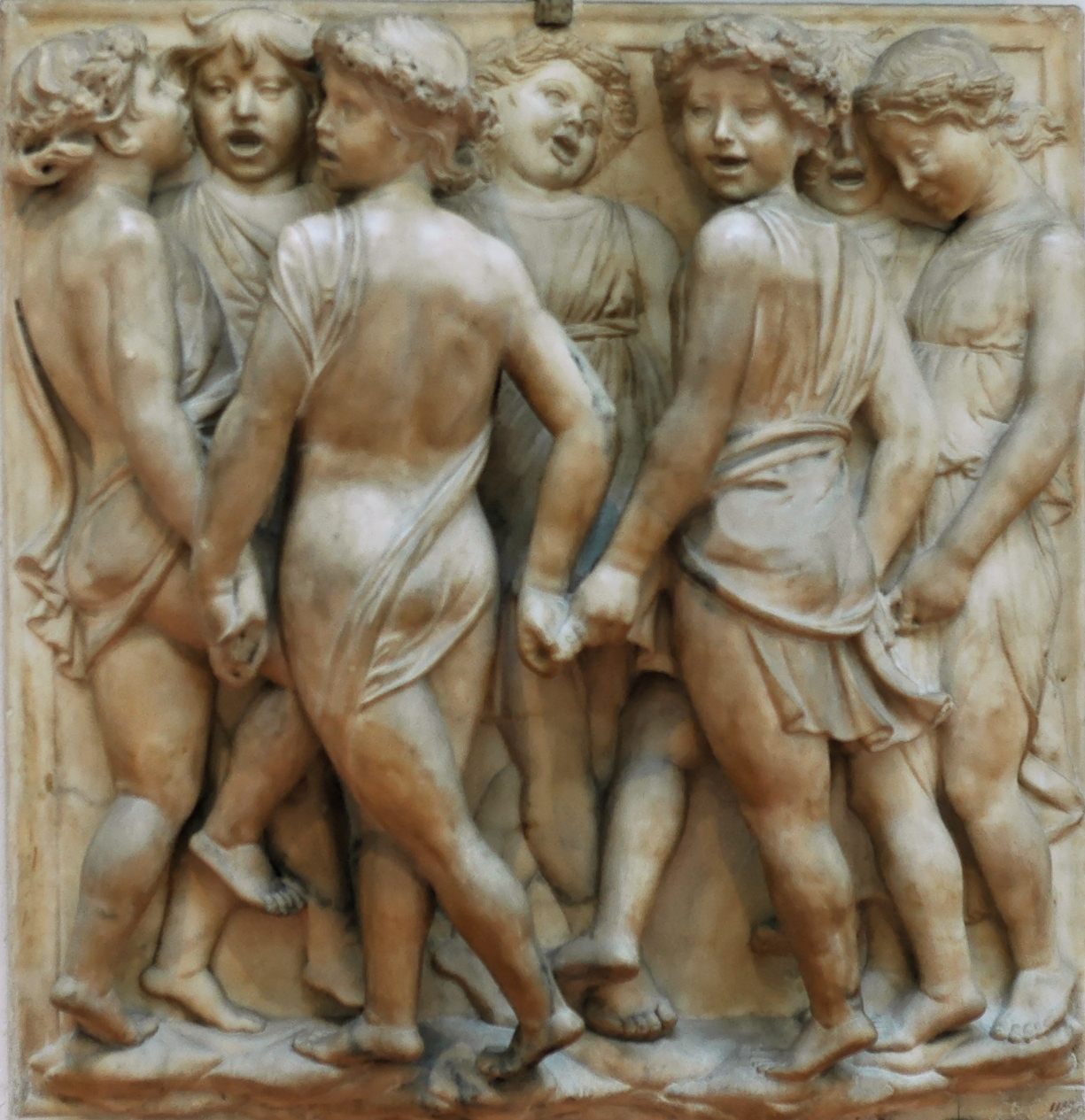
Formella della cantoria di Luca della Robbia (1431-1438), Museo dell'Opera del Duomo, Firenze

La storia della danza si occupa dello sviluppo - nei secoli e nelle varie parti del mondo - di questa particolare forma di espressione artistica che si serve del movimento del corpo sulla base di un ritmo interno, che può essere (o meno) suggerito o ispirato da fonti musicali.
La disciplina storiografica riguardante la danza tuttavia è di origini relativamente recenti. Infatti solo nel XX secolo sono iniziati gli studi più specificamente dedicati a questa arte, grazie alla diversa considerazione che essa è andata acquistando rispetto al passato: non più "sorella minore" della musica, ma espressione umana autonoma e con una propria dignità di arte. Di conseguenza sono comparse le prime pubblicazioni a carattere storiografico, sia per quanto riguarda il campo di ricerca in ambito antropologico, sia per quello intorno agli usi e costumi sociali nei secoli e nelle varie parti del mondo, sia per quello che concerne la danza come arte dello spettacolo.
La danza è la prima espressione artistica del genere umano perché ha come mezzo di espressione il corpo. Tutte le altre arti infatti prevedono l'uso di oggetti che fungono da strumenti, ad eccezione del canto che, come la danza, si avvale di uno strumento corporeo.
La danza è parte integrante dei rituali, è forma di preghiera, è momento di aggregazione della collettività nelle feste popolari e occasione di aggregazione tra le persone in generale. Nel corso dei secoli è sempre stata lo specchio della società, del pensiero e dei comportamenti umani. Inoltre la danza è l'unica arte che si avvale insieme del tempo e dello spazio. Perciò la storia della danza è una disciplina vastissima e riguarda le espressioni etniche e popolari (etnocoreologia), i balli di società (storia della danza sociale) e infine la danza come arte dello spettacolo, che fino al XX secolo riguardava esclusivamente il teatro e più recentemente anche il cinema e la televisione.

## In Occidente

### Antica Grecia
La danza accompagna la storia della civiltà umana a partire dall'epoca preistorica fino al consolidamento delle prime civiltà stanziali acquistando un ruolo rilevante soprattutto in Antica Grecia. Qui si svilupparono numerose tipologie di danze classificate dagli storici in tre categorie: 
- Danze guerriere, il Prosodion, l'Enoplion, le Gimnopedie (tipiche della città di Sparta), la Pirrica.
- Danze religiose, il Ghéranos, la Cariatìdes, la danza delle Hiérodules.
- Danze profane, l'Emmeléia, la Bibasis, l'Apokinos.

Si può dire che fin dalle origini del teatro la danza ne è stata parte integrante costituendo uno dei suoi principali livelli espressivi e l'elemento principale dei rituali religiosi. Nella Grecia antica le rappresentazioni teatrali erano momenti importanti di aggregazione della collettività che venivano organizzati dalle autorità politiche in occasione delle feste dedicate alle varie divinità. Nella tragedia l'azione era portata avanti dagli attori e dal coro, che si esprimeva cantando e danzando; la parola κόρος, infatti, deriva dal verbo κορέυο, danzare, e dallo stesso verbo derivano alcuni termini ancora oggi utilizzati - come [coreografia], [coreografo], [coreutica]. Così è per la parola "orchestra", che nell'italiano moderno designa un insieme di strumenti musicali, mentre nell'antica Grecia indicava il luogo del teatro dove agiva il coro e derivava da ορκέομαι, un altro verbo che significava "danzare", perché l'azione del coro era formata dal canto e dalla danza. La tragedia e la commedia si esprimevano a mezzo della μουσικῄ, termine che indicava l'insieme inscindibile di poesia, musica e danza, tre arti considerate di pari importanza che interagivano continuamente. La danza tipica della tragedia era l'Emmeléia, dal carattere solenne e austero, quella della commedia era la Cordax, caratterizzata dalla lascività e dalla vivacità. Nel dramma satiresco invece si usava danzare la Sikinnis.

### Medioevo

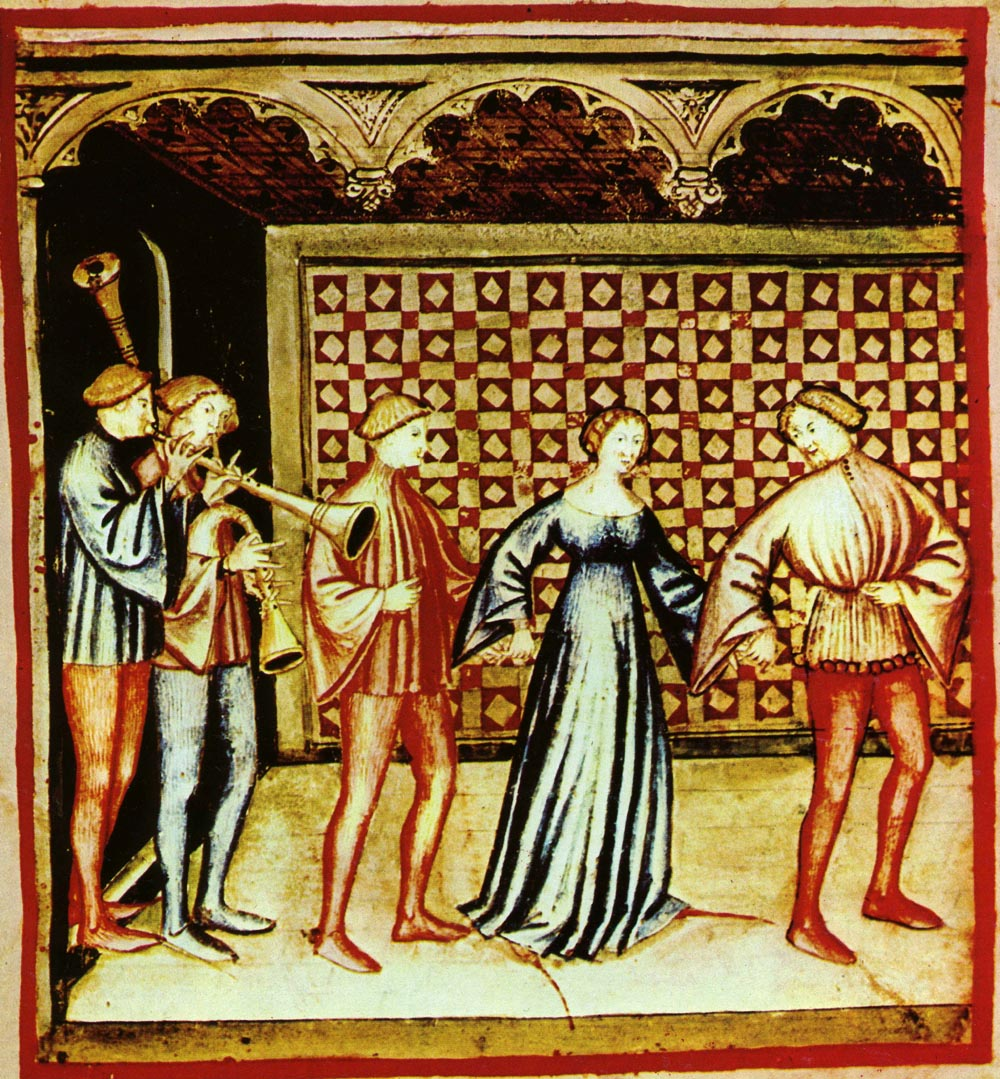
Da Tacuina sanitatis XIV secolo

Durante il Medioevo la danza, che in un primo periodo era praticata anche all'interno degli edifici religiosi come parte dei rituali e accompagnamento dei canti, subì la condanna delle autorità ecclesiastiche che vedevano nella sua pratica il pericolo della lascività dei costumi, data l'ostentazione del corpo in movimento e il tipo di comunicazione prettamente visiva che si andava contrapponendo a quella orale-uditiva dei predicatori. Tuttavia anche durante questo lungo periodo si hanno numerose forme di intrattenimento spettacolare con danze e/o mascherate danzate. Il professionista dello spettacolo medievale è il giullare, che spesso intratteneva il pubblico con balli solistici oppure, in occasione delle feste, guidava le danze collettive dei villaggi o delle città.
Tra le danze popolari quella che viene menzionata più spesso è sicuramente la carola, danza a catena chiusa (le persone si tenevano per mano e danzavano in cerchio), eseguita soprattutto nelle feste di primavera intorno a un albero o a un personaggio che incitava i ballerini battendo mani e piedi a ritmo. La carola è citata più volte da Boccaccio nel Decamerone e anche da Dante nella Divina Commedia. La farandola è invece una danza a catena aperta, nella quale le persone si tenevano ugualmente per mano ma aprivano il cerchio iniziale per dar luogo a nuove evoluzioni e disegni. Altre danze sono la tresca, la ridda e il ballonchio.
Dopo l'anno Mille in tutta Europa si diffuse la danza macabra, che sembra fosse praticata nei pressi dei cimiteri, dato che il termine "macabro" deriverebbe dall'arabo makàbr, che vuol dire cimitero. Non si hanno notizie certe sulla pratica effettiva di questa forma di danza, ma solo numerose testimonianze iconografiche e letterarie.

### Rinascimento

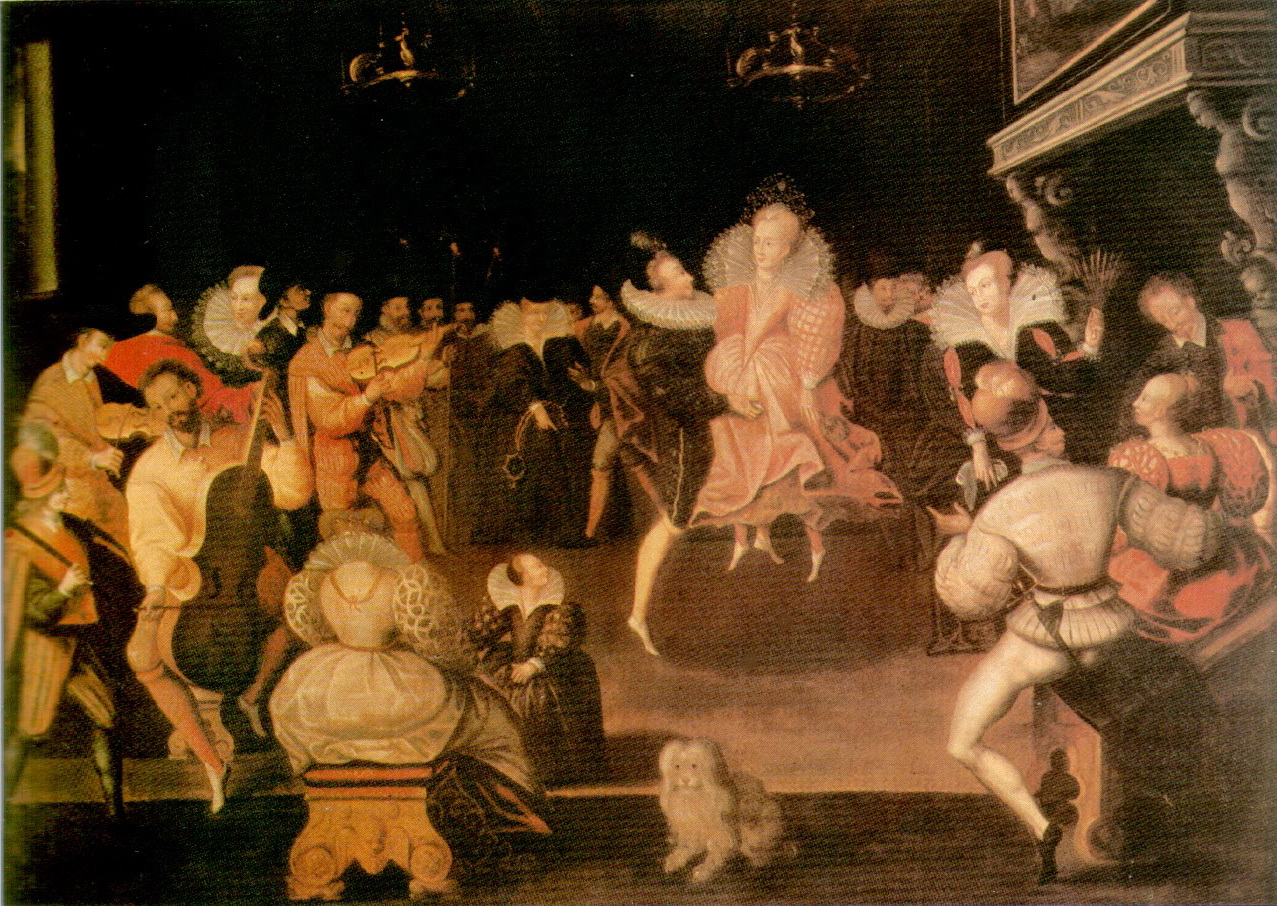
Danza di corte in Inghilterra 1580

Durante il Rinascimento nelle corti italiane si sviluppò una forma ricercata di ballo che prevedeva norme da seguire e un certo studio di passi e movimenti. La danza infatti era ritenuta una vera e propria forma di educazione. La danza dei nobili era di diretta derivazione da quella del popolo, ma veniva trasformata secondo le regole del perfetto cortigiano: la compostezza, l'atteggiamento nobile, le convenzioni sociali della cavalleria e della galanteria. Nel Quattrocento la figura del maestro di ballo era molto richiesta per istruire i signori e i cortigiani; tra questi, Domenico da Piacenza (detto "Domenichino") e il suo discepolo Guglielmo Ebreo da Pesaro saranno i primi autori di veri e propri trattati di quella che già veniva chiamata l'"Arte del Ballo". Domenichino scrisse il manuale De arte saltandi et choreas ducendi (1450 circa) e Guglielmo, autore del De pratica seu arte tripudii vulgare opusculum (1463) acquistò una rinomanza tale da essere chiamato alla corte di Urbino da Federico da Montefeltro. A loro contemporaneo è Antonio Cornazzano, che scrisse il Libro dell'arte del danzare (1455). 
Nel secolo successivo saranno Fabrizio Caroso da Sermoneta con Il Ballarino (1581) e Cesare Negri con Le Gratie d'amore (1602) i principali autori di trattati sull'"arte di ben condurre le danze". Anche in Francia non mancava chi si incaricò di raccogliere e descrivere le principali danze in voga ai suoi tempi: è Jean Taburot, canonico di Langres, autore del trattato Orchésographie, da lui pubblicato nel 1589 firmandosi con lo pseudonimo di Thoinot Arbeau, che altro non è che l'anagramma del suo nome.
Nel 1581 presso la corte francese del re Enrico III fu allestito quello che molti studiosi considerano il primo balletto della storia, il Ballet Comique de la Reine, composto di brani recitati, danzati e cantati e realizzato dall'italiano Baldassarre Baltazarini da Belgioioso. La parola “comique” stava ad indicare che la rappresentazione, per il suo argomento, apparteneva al genere della Commedia.

### Il Seicento

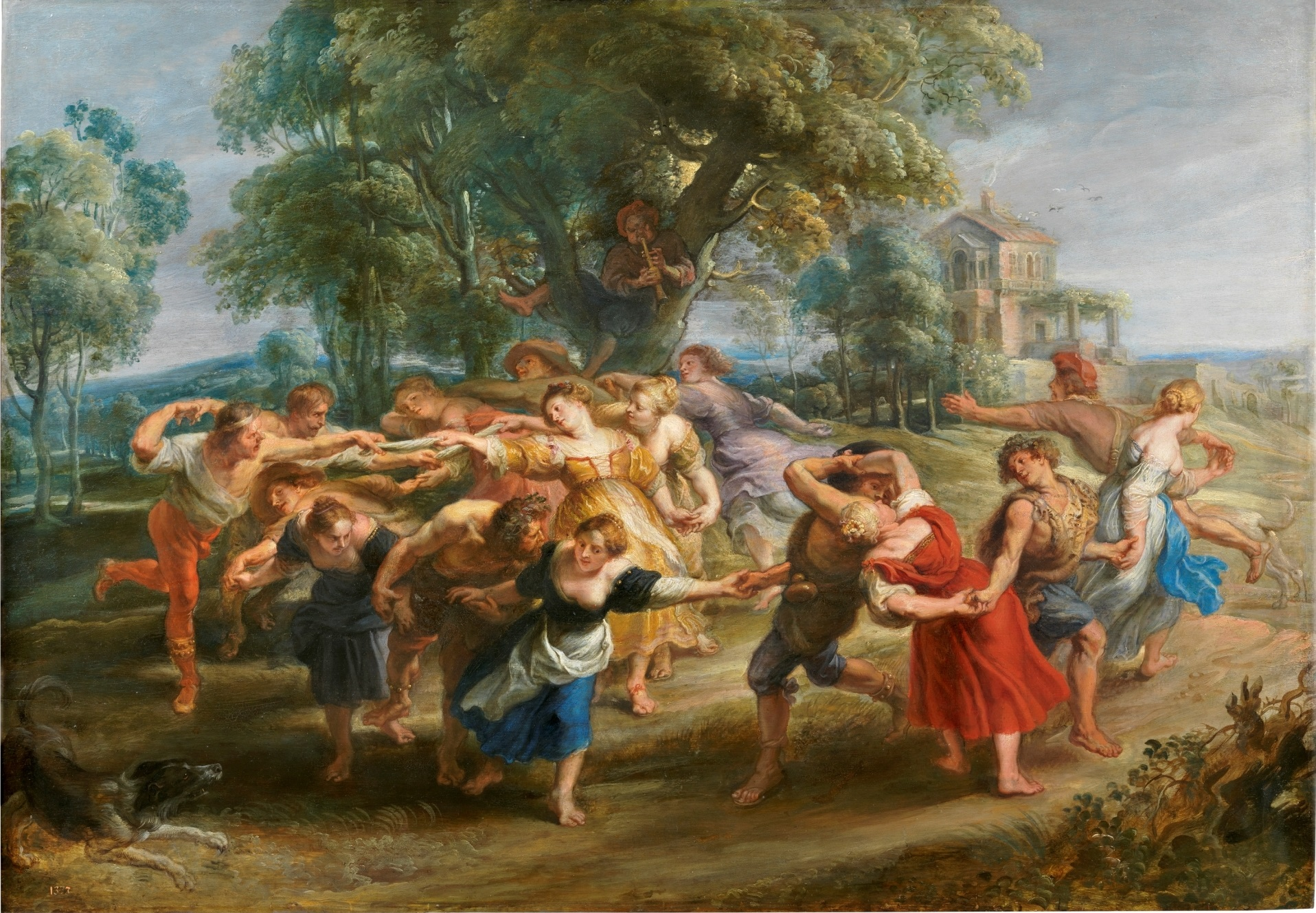
Peter Paul Rubens 1635

Ma è solo nella seconda metà del XVII secolo che la danza è salita sui palcoscenici teatrali, in seguito alla nascita dei teatri pubblici. Sempre in Francia, essa ha ricevuto una forte spinta da Luigi XIV, che amava molto danzare ed esibirsi in prima persona negli spettacoli di corte, tanto da essere chiamato "Re Sole" dopo la sua esibizione come "Sole nascente" nel Ballet Royal du Jour et de la Nuit del 1653, su musica in parte scritta da Giovanni Battista Lulli. Egli nel 1661 ha istituito l'Académie Royale de Danse, preposta alla definizione delle regole inerenti a quest'arte, che nel 1672 è stata fusa con l'Académie Royale de Musique. Le convenzioni sociali e le regole formali erano essenziali alla corte del Re Sole, questo spiega il gran lavoro di codificazione delle Accademie. Con la costituzione dell'Académie Royale de Danse prese avvio la danza accademica, così denominata perché la sua caratteristica è quella di dipendere dalle norme codificate in quella Accademia. Per questo motivo la terminologia del balletto classico è universalmente in lingua francese. Per quanto riguarda gli spettacoli teatrali le forme in voga erano la tragédie-ballet e la comédie-ballet, cui a fine secolo si è aggiunta l'opéra-ballet, tutte forme dove poesia, danza e musica erano parte integrante dello spettacolo.

### Il Settecento

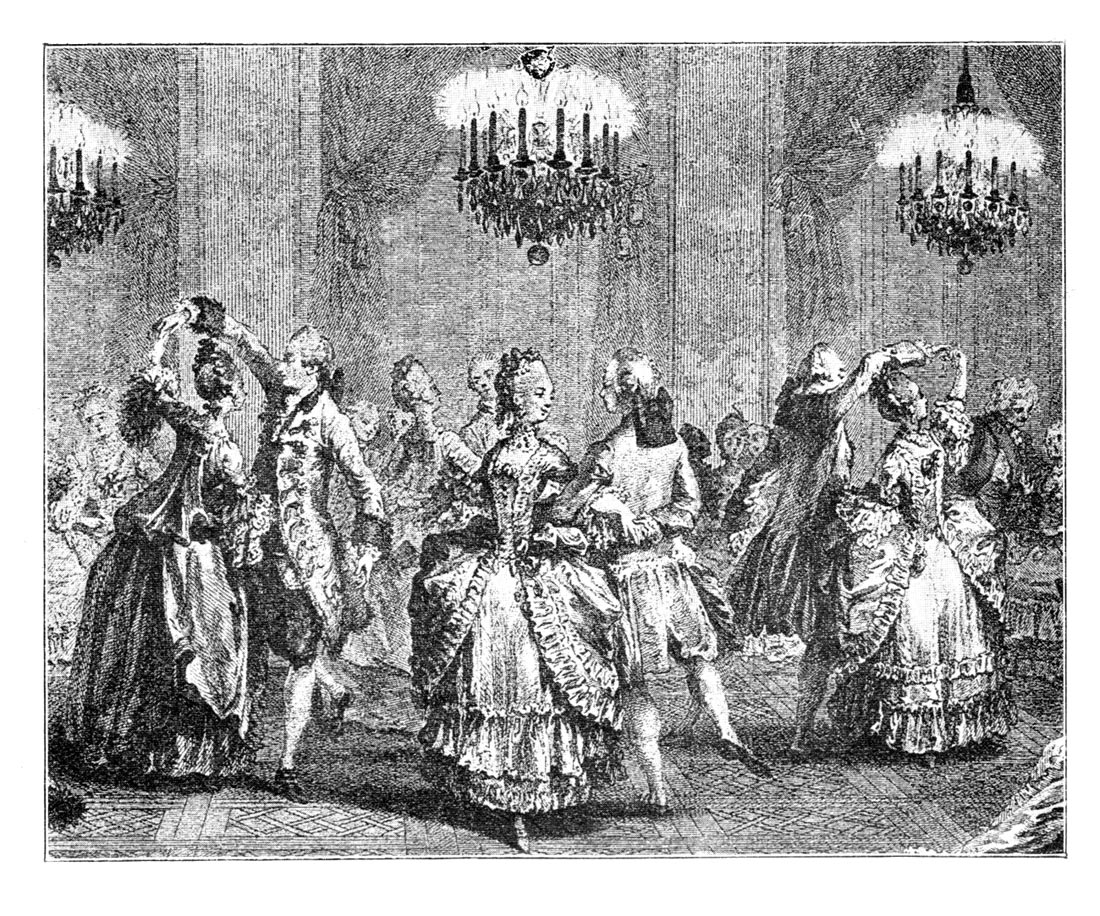
Ballo a corte nel XVIII secolo

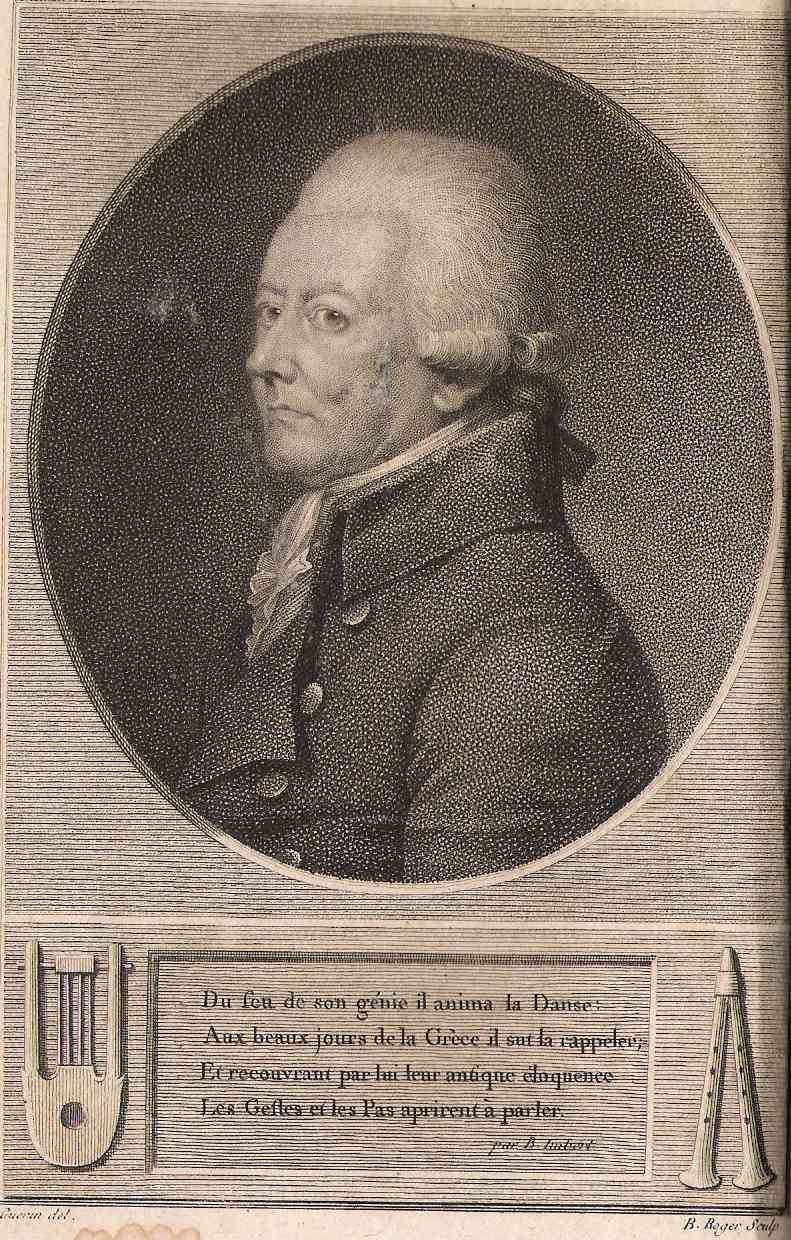
Jean-Georges Noverre.

Per il secolo XVIII si deve distinguere tra danza di corte e danza di teatro. Quest'ultima infatti si era trasformata nello stile per obbedire alle esigenze del tipo di visione imposta dalla struttura dello spazio scenico: a differenza degli spettacoli organizzati negli ambienti di corte, dove il pubblico si posizionava intorno allo spazio delle danze, ora il palcoscenico era posto di fronte agli spettatori e tutto ciò che vi stava sopra doveva seguire delle linee prospettiche, altrimenti la visione non sarebbe stata buona. Le scenografie usavano linee diagonali e così doveva essere per gli atteggiamenti dei ballerini, che vennero spinti ad assumere le posizioni dette in épaulement (con una rotazione del busto in linea diagonale). Le danze si volsero sempre di più a una cura eccessiva della forma, a scapito dell'espressione. La cura principale era indirizzata all'eleganza delle linee e a creare passi sempre più complessi per stupire il pubblico. Nacque così una forma di "divismo" da palcoscenico analoga a quella dei cantanti lirici coevi e la danza scadde nella pura esibizione del virtuosismo tecnico, divenendo un'arte quasi circense, molto artificiosa.
Ma il Settecento è chiamato “il secolo delle riforme”, perché in ogni campo si sentiva l'esigenza di uscire dai canoni pre-costituiti, codificati e artificiali e di riferirsi maggiormente alla natura dell'uomo. Il pensiero illuministico spingeva verso la natura, l'abbandono dell'artificio, la ricerca degli aspetti più genuini, il ritorno dell'umanità alla sua essenza, non condizionata dalla civiltà. Perciò l'Illuminismo spingeva anche alle riforme in ogni campo. Per la danza, nella seconda metà del Settecento Jean-Georges Noverre (creatore del balletto moderno e autore delle Lettere sulla danza (1760)) in Francia, e Gasparo Angiolini in Italia, con l'introduzione del ballet d'action (il primo) e del balletto pantomimo (il secondo), si adoperarono per la riforma degli spettacoli coreutici, contemporaneamente al tedesco Christoph Willibald Gluck, che operò per la riforma del Melodramma. Per il desiderio di rifarsi alla natura, Noverre esortava a liberare il corpo della ballerina dalle vesti pesanti e ingombranti e dalle maschere e dalle parrucche che nascondevano le forme naturali, ma in realtà nei movimenti delle danze il risultato fu quello di un maggiore sviluppo della pantomima e non tanto la riunificazione delle tre arti della musica, del teatro e della danza: l'espressione dei sentimenti era intesa come un'imitare la natura, quindi si cercava il modo di riprodurre le emozioni naturali per farle sembrare vere, ma alla fine si realizzava un nuovo artificio.
In realtà a quel tempo la concezione dell'arte era prettamente naturalistica: pittori e scultori erano considerati "bravi" se sapevano imitare la natura al meglio e in musica anche i compositori si ingegnavano nell'imitazione dei suoni naturali. Però nei primi anni del secolo XIX un coreografo napoletano in qualche modo operò per la riunificazione delle tre arti: Salvatore Viganò con il suo "Coreodramma" o dramma danzato. Inoltre un altro napoletano, Carlo Blasis, adeguava le forme virtuosistiche della danza classica ai nuovi parametri di espressività e di adesione alla natura propri dell'Illuminismo. Blasis scrisse vari libri sulla tecnica della danza classica, nei quali esortava anche a tenere in considerazione le arti “sorelle” - la pittura e la scultura - per realizzare con il proprio corpo "forme belle" (secondo l'idea di "bellezza" propria dell'epoca). Blasis si ispirò alla statua del Mercurio del Giambologna per realizzare una delle pose principali della danza classica: l'attitude, intesa come espressione di un dinamismo che tende verso il cielo. Questa posa peraltro è rappresentata molto di frequente anche nelle statue greche e romane, dato che a sua volta il Giambologna si era ispirato a queste. Danza, recitazione, canto, ormai sono definitivamente separati. Siamo in pieno Neoclassicismo: un ritorno ai classici, filtrato però dalle idee illuministe, perciò non più rigido e artificiale come una volta, ma caratterizzato da esigenze nuove che spingono alla ricerca dell'espressione dei sentimenti dell'individuo aprendo la strada al Romanticismo.

### L'Ottocento e il Romanticismo
Durante l'Ottocento, inizia a diffondersi il Balletto Romantico, basato su una nuova sensibilità, una nuova visione del mondo più libera ed appassionata, che rompe le vecchie certezze legate al sistema normativo tradizionale, dominato dal culto della ragione, per recuperare una realtà inesplorata legata al versante oscuro dell'inconscio, dando voce ai moti dell'animo, dei sentimenti, del sogno. È del 1832 la messa in scena all'Opéra di Parigi di La Sylphide, il primo esempio di balletto romantico. Abbandonati i temi mitologici e storici, l'azione ora si trasferisce nel mondo delle fiabe. È in questa occasione che viene introdotta dal coreografo Filippo Taglioni, padre della ballerina che lo interpretava, Maria Taglioni, l'uso della danza sulle punte e del tutù come consuetudine. L'aspirazione al volo che traduceva la tensione romantica verso una realtà trascendente, la sensibilità e la grazia che caratterizzavano il nuovo stile, si sposano a una tecnica rigorosamente classica che trova nelle punte, nell'arabesque, nel port de bras i suoi principi fondamentali. Ogni movimento, ogni figura sono perfettamente controllati, nascondendo la fatica fisica e il sudore sotto un'immagine di eterea leggerezza che si libra nello spazio esaltando la bellezza plastica degli atteggiamenti nel rigore di una nitida purezza geometrica. L'altro balletto simbolo del primo romanticismo è Giselle, coreografato nel 1841 da Jean Coralli e Jules Perrot. Dopo la seconda metà dell'Ottocento, l'Opéra di Parigi entra lentamente in crisi: costretta a reclutare le sue étoile all'estero, priva di validi maestri di balletto e corografici, non esercita più la sua supremazia, per cedere il passo alle altre scuole che sulle sue orme cominciano a fiorire negli altri paesi europei, come quella del Teatro alla Scala di Milano. Unica eccezione in questo panorama di decadimento è il balletto Coppélia di Arthur Saint-Léon. Il vigoroso impulso all'arte della danza promosso in Russia dagli zar nel Settecento, è sostenuto e incoraggiato nel corso dell'Ottocento, facendo di San Pietroburgo un punto di passaggio obbligato per tutti i coreografi e i solisti più rinomati d'Europa. Il compito di condurre a una sintesi il patrimonio di esperienze accumulatesi nell'arco di un secolo spetta a Marius Petipa, un coreografo francese che, assunto nel 1847 come primo ballerino, acquistò ben presto un ruolo preminente nei teatri imperiali russi. La stagione di Petipa ha portato al massimo grado l'introduzione del balletto romantico in Russia, operata dai suoi predecessori Perrot e Saint-Léon. I gusti del pubblico, composto soprattutto dall'aristocrazia, esigono che il balletto si concentri intorno alla figura femminile, mostrando di apprezzare opere d'impostazione fastosamente spettacolare che lascino spazio all'esibizione virtuosistica. Petipa riprende quindi i capolavori del balletto romantico come La Sylphide, Giselle, Coppélia, Le Corsaire, La Esmeralda. L'attenzione verso i valori del passato si riscontra anche nelle sue creazioni coreografiche. Erede del balletto d'azione, Petipa adatta la trama drammatica ai contenuti romantici, ma ne disperde talvolta la tensione inserendo momenti accessori (i cosiddetti divertissement) non sempre perfettamente integrati nel soggetto e quindi costituenti solo passaggi virtuosistici fini a se stessi. Egli mirava soprattutto a realizzare una grande visione spettacolare che suscitasse l'ammirazione del pubblico, non curandosi che per ottenere questo risultato era costretto a sacrificare il rigore della composizione drammatica. Sono suoi i capolavori Don Chisciotte, La Bayadère, La Bella addormentata, Lo Schiaccianoci (in realtà coreografato dal suo assistente Lev Ivanov) e Il lago dei cigni (coreografato in collaborazione con Lev Ivanov), tuttora rappresentati nei migliori teatri del mondo ancora con le sue coreografie.

## Nel resto del mondo

### Asia

#### Danza classica indiana

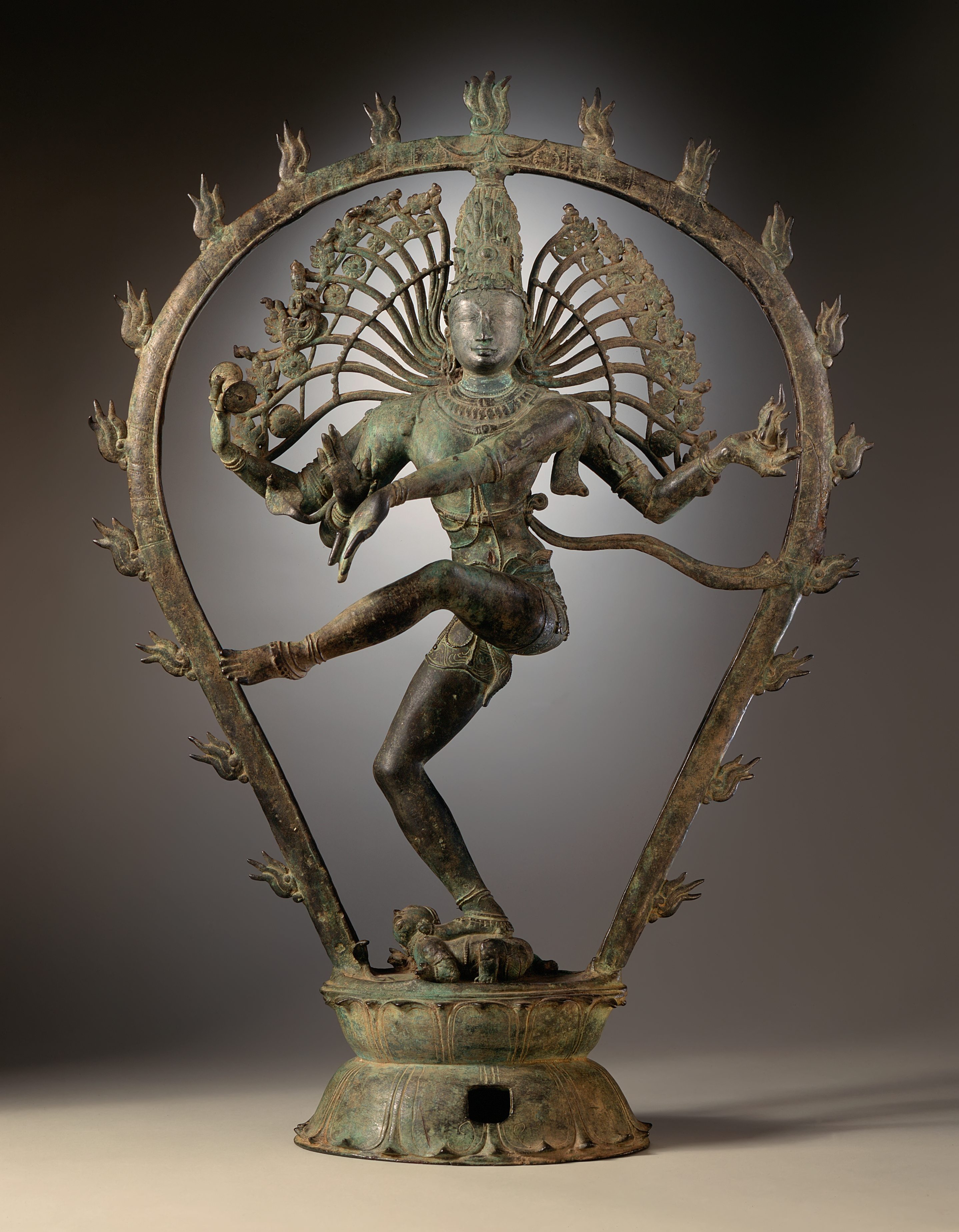
Siva come Nataraja (Signore della Danza)

Uno dei primi manoscritti che descrive la danza è il Nātyaśāstra, su cui si basa l'interpretazione moderna della danza classica indiana (ad esempio il Bharathanatyam).
Durante il regno degli ultimi Moghul e dei Nababbo di Oudh, la danza cadde nel baratro del 'nautch', un'attività sensuale e immorale riservata alle cortigiane.
In seguito, collegando la danza alla prostituzione, il dominio britannico proibì l'esecuzione pubblica della danza. Molti la disapprovavano. Nel 1947, l'India ottenne la sua libertà e creò per la danza un ambiente in cui poteva riacquistare la sua gloria passata. Forme classiche e distinzioni regionali furono riscoperte, le specialità etniche furono onorate e, sintetizzandole con i talenti individuali dei maestri della linea e con nuove innovazioni, emerse una danza con un volto nuovo ma con il classicismo del passato.
L'antico poema Mahavamsa afferma che quando il re Vijaya sbarcò in Sri Lanka nel 543 a.C. udì suoni di musica e danza da una cerimonia nuziale. Le origini delle danze dello Sri Lanka risalgono alle tribù aborigene e ai tempi mitologici degli "yakkas" (diavoli). Le danze classiche dello Sri Lanka (danze Kandyan) presentano un sistema altamente sviluppato di tala (ritmo) e sono fornite da cembali chiamati thalampataa.

#### Danza cinese

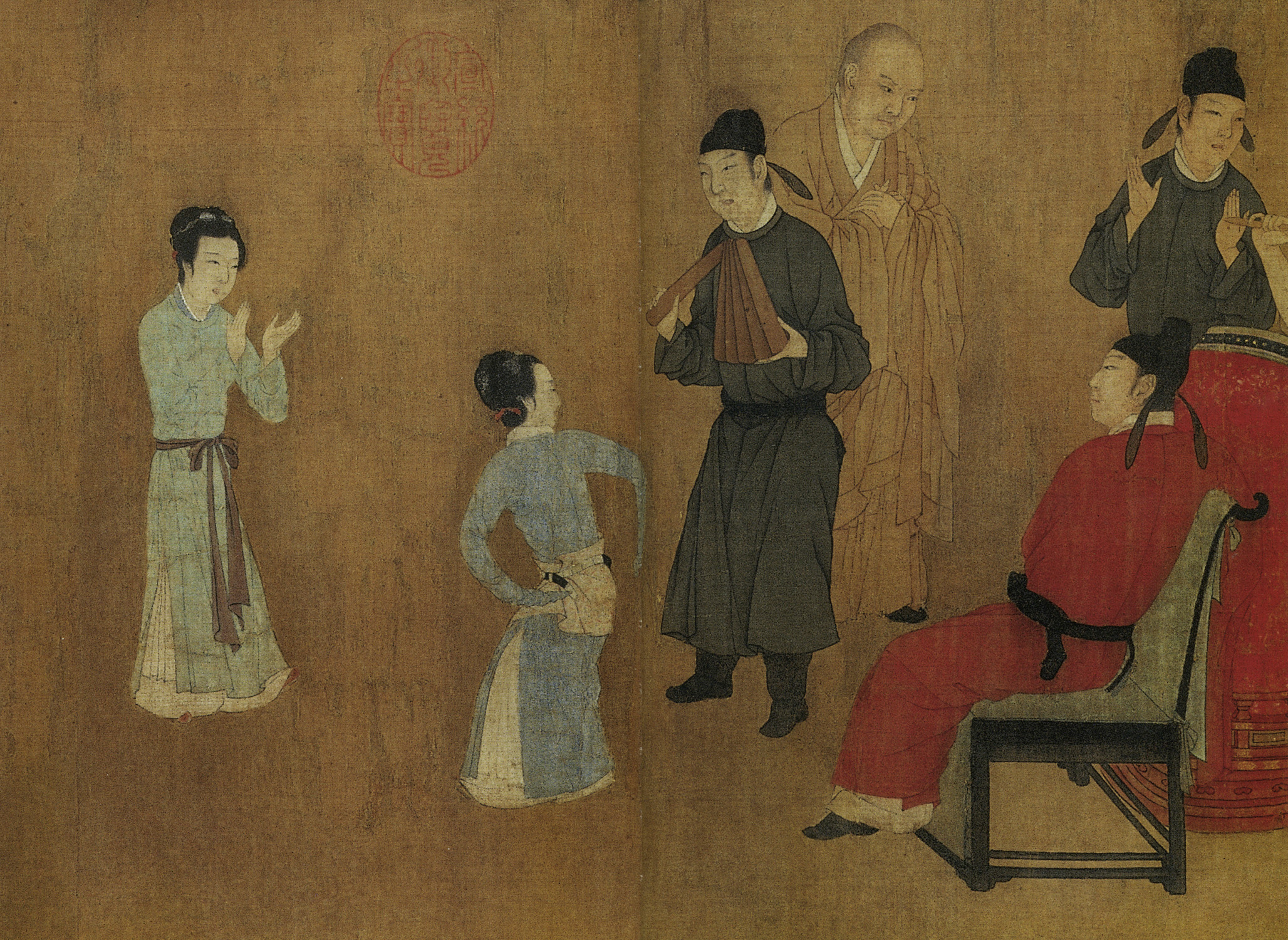
Dettagli di una copia di un dipinto del X secolo intitolato Feste notturne di Han Xizai di Gu Hongzhong, raffigurante una ballerina che esegue una danza nota durante la dinastia Tang.

C'è una lunga storia registrata di danze cinesi. Alcune delle danze menzionate nei testi antichi, come la danza con movimenti delle maniche, vengono eseguite ancora oggi. Alcune delle prime danze erano associate a rituali sciamanici. Le danze popolari del primo periodo furono anche sviluppate in danze di corte. Le danze importanti del periodo antico erano le yayue cerimoniali risalenti alla dinastia Zhou del primo millennio a.C. L'arte della danza in Cina raggiunse il suo apice durante la dinastia Tang, un periodo in cui ballerini provenienti da molte parti del mondo si esibirono anche alla corte imperiale. Tuttavia, l'opera cinese divenne popolare durante le dinastie Song e Yuan e molte danze furono fuse nell'opera cinese. L'arte della danza nelle donne declinò anche dalla dinastia Song in poi a causa della crescente popolarità del loto d'oro, una pratica che potrebbe aver avuto origine dalla danza quando una ballerina si fasciava i piedi. Le più note tra le danze tradizionali cinesi sono la danza del drago e la danza del leone. Quest'ultima è stata descritta durante la dinastia Tang in una forma che ricorda la danza odierna.

#### Danza iraniana

##### Preistoria

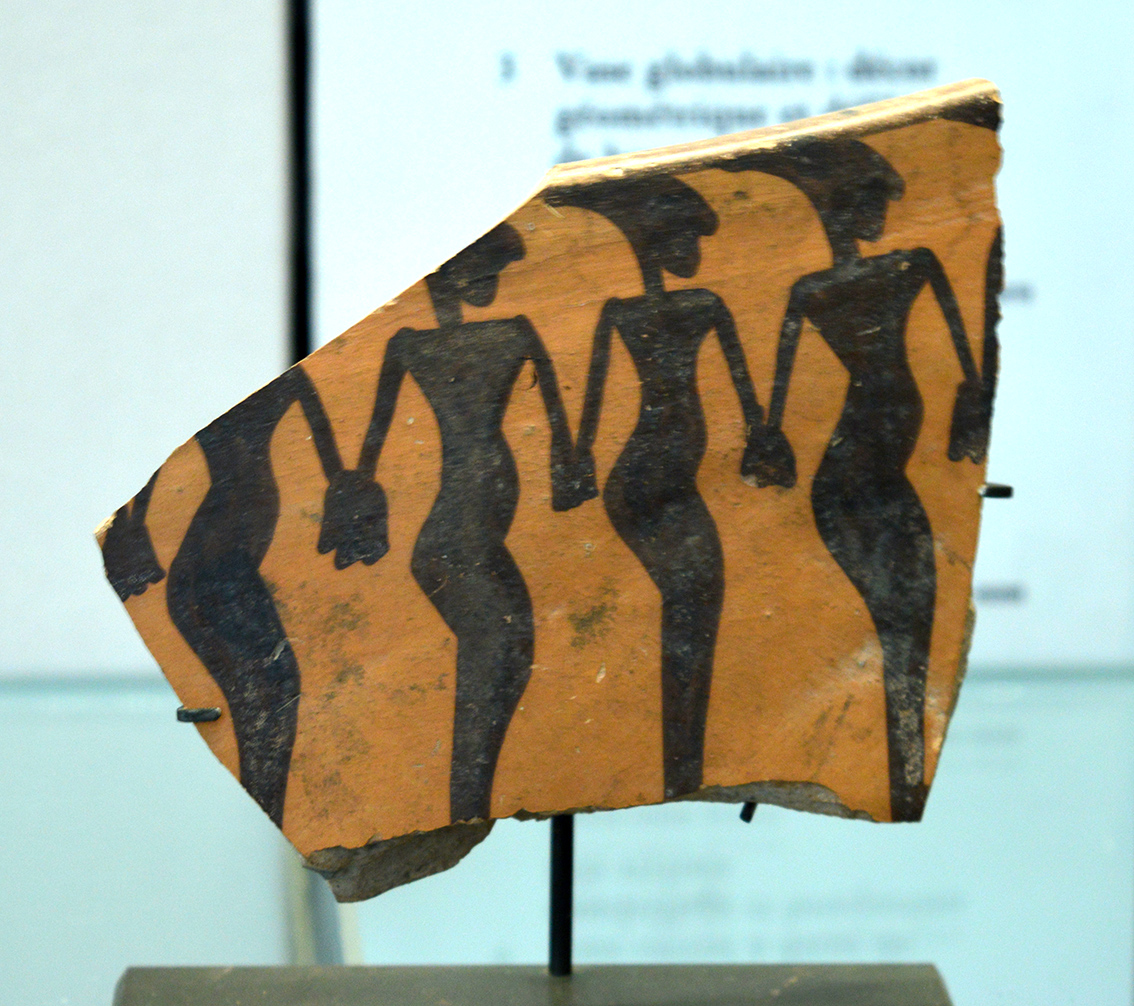
Ballerini su un pezzo di ceramica proveniente da Cheshmeh-Ali, Iran, 5000 a.C.

La gente dell'altopiano iraniano ha conosciuto la danza sotto forma di musica, gioco, dramma o rituali religiosi e ha utilizzato strumenti come maschere, costumi di animali o piante e strumenti musicali per il ritmo, almeno dal VI millennio a.C. Forme miste culturali di danza, gioco e dramma hanno servito rituali come celebrazione, lutto e adorazione. Manufatti con immagini di ballerini, giocatori o attori sono stati trovati in molti siti archeologici preistorici in Iran, come Tepe Sabz, Ja'far Abad, Chogha Mish, Tall-e Jari, Cheshmeh Ali, Ismaeel Abad, Tal-e bakun, Tepe Sialk, Tepe Musian, tepe Yahya, Shahdad, Tepe Gian, Kul Farah, Susa, Kok Tepe, Cimiteri del Luristan, eccetera.

##### Storia

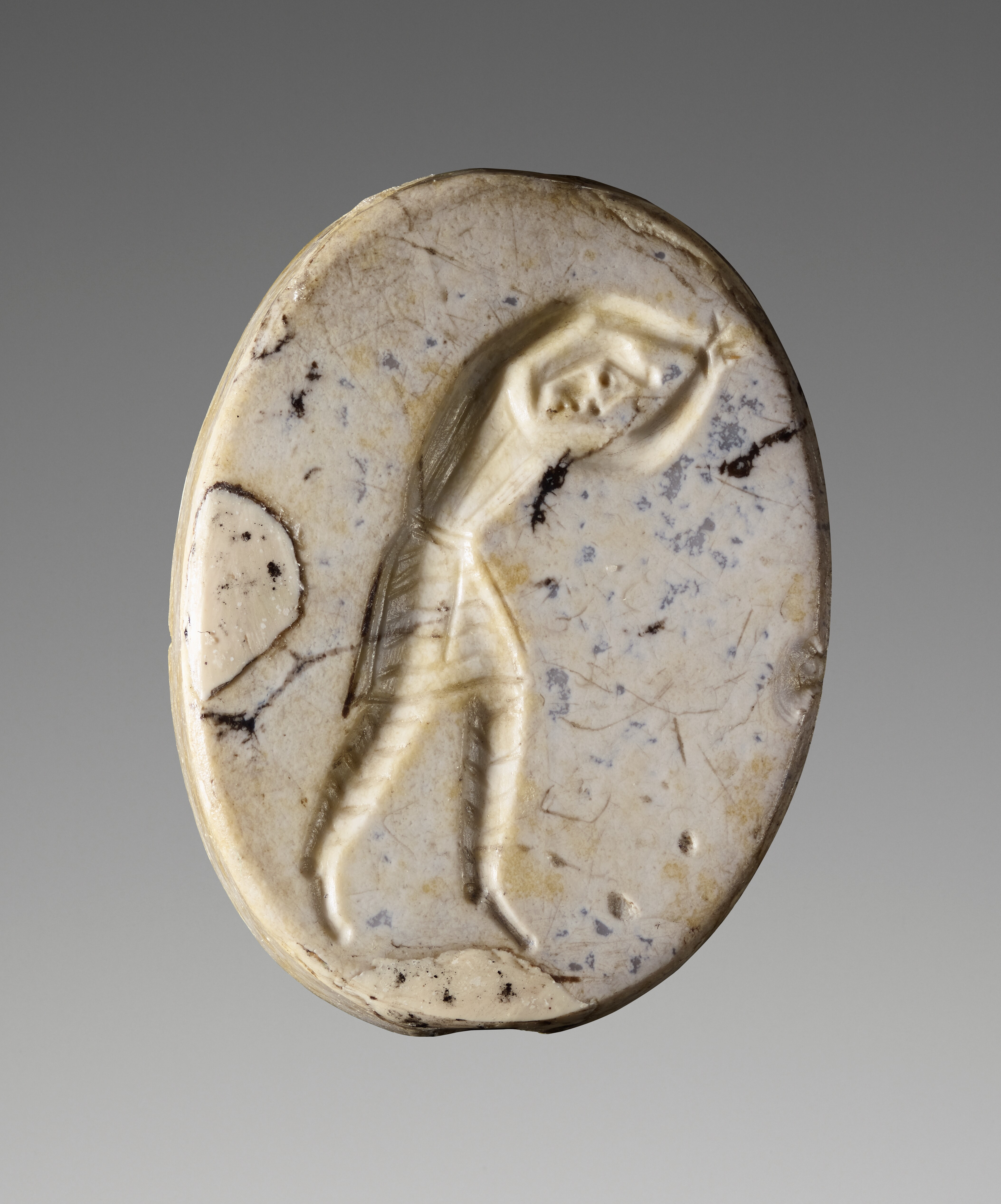
Sigillo con un uomo persiano che danza, Impero achemenide, circa 400 a.C.

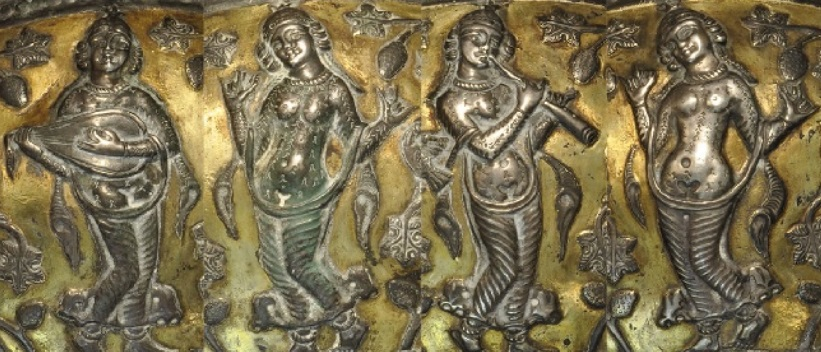
Ballerini e musicisti su una ciotola sasanide

La prima danza studiata nell'Iran storico è una danza di adorazione di Mitra (come nel Culto di Mitra) in cui veniva sacrificato un toro. Questo culto divenne in seguito molto seguito nell'Impero Romano. Questa danza doveva promuovere il vigore nella vita. L'antica danza persiana fu studiata in modo significativo dallo storico greco Erodoto di Alicarnasso, nella sua opera Libro IX (Calliope), in cui descrive la storia degli imperi asiatici e delle guerre persiane fino al 478 a.C. L'antica Persia fu occupata da potenze straniere, prima i Greci, poi gli Arabi e poi i Mongoli e a sua volta si verificarono instabilità politica e guerre civili. Durante questi cambiamenti si verificò una lenta scomparsa delle danze tradizionali.
Il divieto religioso di ballare in Iran arrivò con la diffusione dell'Islam, ma fu stimolato da eventi storici. Il divieto religioso di ballare crebbe e diminuì nel corso degli anni, ma dopo la Rivoluzione iraniana del 1979 la danza non fu più consentita a causa della frequente mescolanza dei sessi. Questa rivoluzione segnò la fine di un'era di successo per la danza e l'arte del balletto in Iran. La compagnia di balletto nazionale iraniana fu sciolta e i suoi membri emigrarono in diversi paesi. Secondo i principi della "rivoluzione culturale" in Iran, la danza era considerata perversa, un grande peccato, immorale e corruttrice. Di conseguenza, molti dei talentuosi ballerini persiani si trasferirono in Occidente e si diffusero principalmente in Europa e negli Stati Uniti e una nuova generazione di ballerini e artisti di balletto iraniani è cresciuta nella diaspora.

### Africa
La danza africana si riferisce principalmente agli stili di danza dell'Africa subsahariana, molti dei quali si basano su ritmi tradizionali e tradizioni musicali della regione. Gli stili di danza africana moderna sono profondamente radicati nella cultura e nella tradizione. Molte tribù hanno un ruolo esclusivamente allo scopo di tramandare le tradizioni di danza della tribù; danze che sono state tramandate attraverso i secoli, spesso immutate, con poco o nessun margine per l'improvvisazione. Ogni tribù ha sviluppato il proprio stile di danza unico, che rientra in tre categorie in base allo scopo. La prima è la danza religiosa, che molte tribù sostengono migliori la pace, la salute e la prosperità. Le danze religiose spesso coinvolgevano maschere, che si esibivano sia come spiriti che come coloro che li placavano. La religione e la spiritualità hanno infuso ogni parte della vita tradizionale africana e continuano a influenzare la danza africana oggi. La seconda è griotica, ed era un tipo di danza che raccontava una storia. Prende il nome da un griot, che è un termine per un narratore tradizionale nell'Africa occidentale. Alcune danze griot erano ballate solo dal griot della tribù; oggi, le compagnie eseguono le stesse danze che un tempo erano esclusive del griot. Il terzo tipo è cerimoniale. Queste danze vengono eseguite durante cerimonie come matrimoni, anniversari e riti di passaggio. Tuttavia, molte danze non avevano un solo scopo. Piuttosto, c'era spesso uno scopo primario, che si fondeva in molti scopi secondari. La danza era spesso molto importante per il mantenimento dello status di un sovrano nella società tribale. Il colonialismo e la globalizzazione hanno portato all'eradicazione di alcuni stili di danza africana. Altri stili sono stati fusi insieme o mescolati con stili di danza al di fuori dell'Africa.

#### Danza africana nel contesto della schiavitù
Quando le persone vennero portate via dall'Africa per essere vendute come schiavi, soprattutto a partire dal 1500, portarono con sé i loro stili di danza. Intere culture vennero importate nel Nuovo Mondo, soprattutto quelle aree in cui agli schiavi veniva data maggiore flessibilità per continuare le loro culture e dove c'erano più schiavi africani che europei o indigeni americani, come il Brasile. Gli stili di danza africani vennero fusi con nuove esperienze culturali per formare nuovi stili di danza. Tuttavia, nel Nord America, gli schiavi non avevano altrettanta libertà di continuare la loro cultura e danza. In molti casi, queste danze si sono evolute in stili di danza moderni, come la danza afroamericana e la danza brasiliana. Ad esempio, la Calenda si è evoluta in Brasile dalla danza tribale e poi a sua volta nel Cakewalk, che veniva ballato originariamente per prendere in giro i proprietari delle piantagioni; poi si è evoluto nel Charleston. La capoeira era un'arte marziale praticata originariamente in Africa che gli schiavi africani mascheravano da forma di danza per non destare sospetti nei proprietari delle piantagioni.

## La fine del XX e l'inizio del XXI secolo

### Postmodernismo
Dopo l'esplosione della danza moderna all'inizio del XX secolo, gli anni '60 videro la crescita del postmodernismo. Esso virò verso la semplicità, la bellezza delle piccole cose, la bellezza del corpo non allenato e il movimento non sofisticato. Il famoso manifesto "No", di Yvonne Rainer, che rifiutava tutti i costumi, le storie e gli orpelli esteriori in favore del movimento grezzo e non rifinito, fu forse l'estremo di questa ondata di pensiero. Tuttavia, non passò molto tempo prima che scenografie, decorazioni e shock value (la capacità di provocare una reazione di forte disgusto, shock, rabbia, paura o simili emozioni negative) rientrassero nel vocabolario dei coreografi moderni.

### Danza di strada

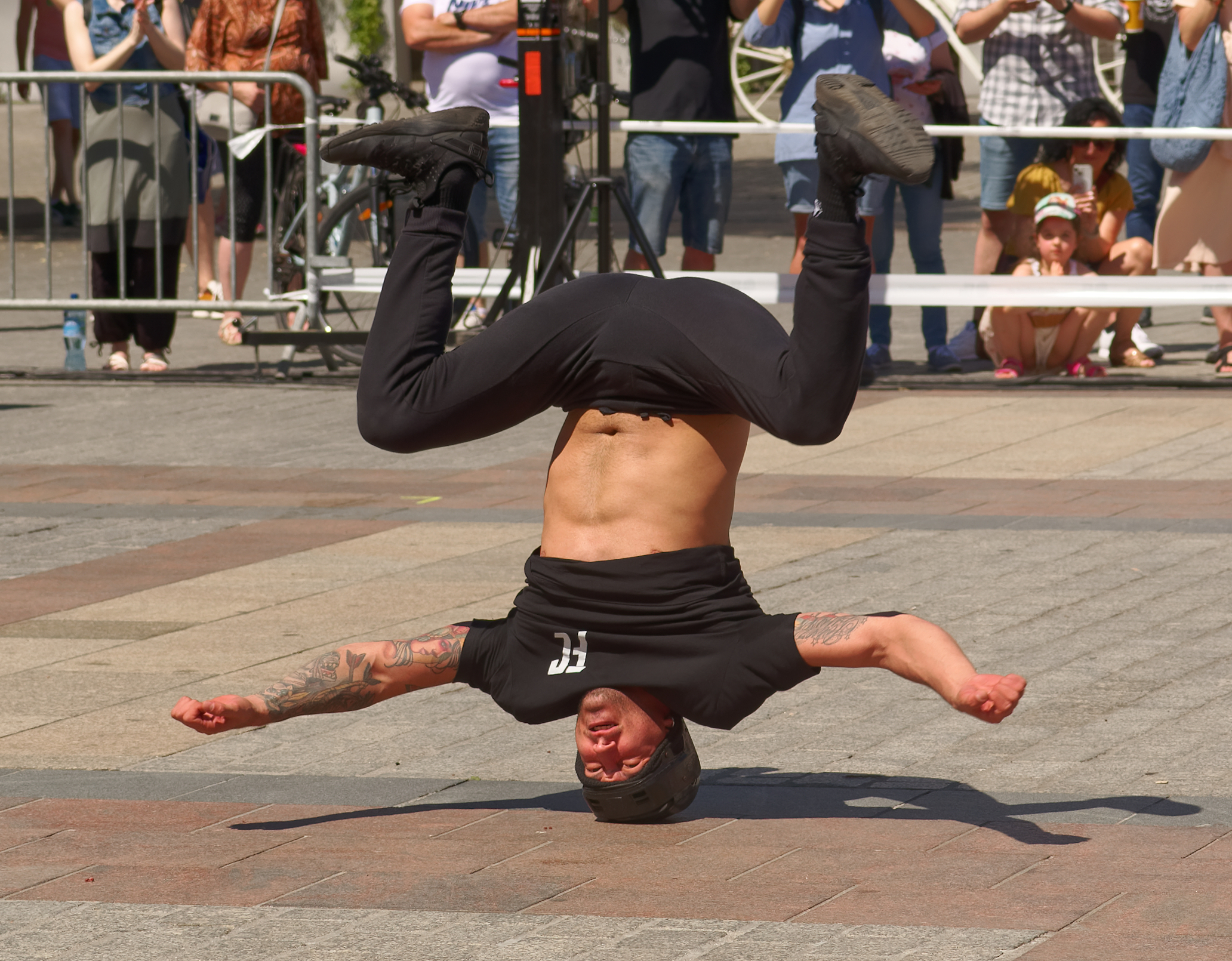
Un ballerino di break dance

Nello stesso periodo, la cultura di massa sperimentò l'espansione della street dance. Nel 1973, il famoso gruppo The Jackson 5 eseguì in televisione una danza chiamata Robot (coreografata dall'artista postmoderno Michael Jackson), una forma di danza coltivata a Richmond. Questo evento e le successive esibizioni nel programma Soul Train di ballerini neri (come Don Campbell) innescarono una rivoluzione della cultura di strada. B-boying a New York, Locking a Los Angeles, Popping a Fresno, Boogaloo a Oakland, Robot a Richmond, tutti ebbero le loro esplosioni creative tra la fine degli anni '60 e gli anni '70. Ognuno con le sue storie, pratiche, innovatori e fondamenti.
L'emergere della danza moderna del XX secolo fu merito di artisti come Mary Wigman, Gret Palucca, Harald Kreutzberg, Yvonne Georgi e Isadora Duncan.
La danza hip hop è iniziata quando Clive Campbell, alias DJ Kool Herc e padre dell'hip hop, arrivò a New York dalla Giamaica nel 1967. Portando con sé i semi del reggae dalla sua terra natale, gli viene attribuito il merito di essere stato il primo DJ a usare due giradischi e copie identiche dello stesso disco per creare le sue jam. Ma è stata la sua estensione delle pause in queste canzoni, la sezione musicale in cui i ritmi di percussione erano più aggressivi, che gli ha permesso di creare e dare un nome a una cultura di break boys e break girls che si scatenavano quando arrivavano le pause. Chiamati brevemente b-boy e b-girl, questi ballerini hanno fondato la break dance, che ora è una pietra angolare della danza hip hop.

## Galleria d'immagini

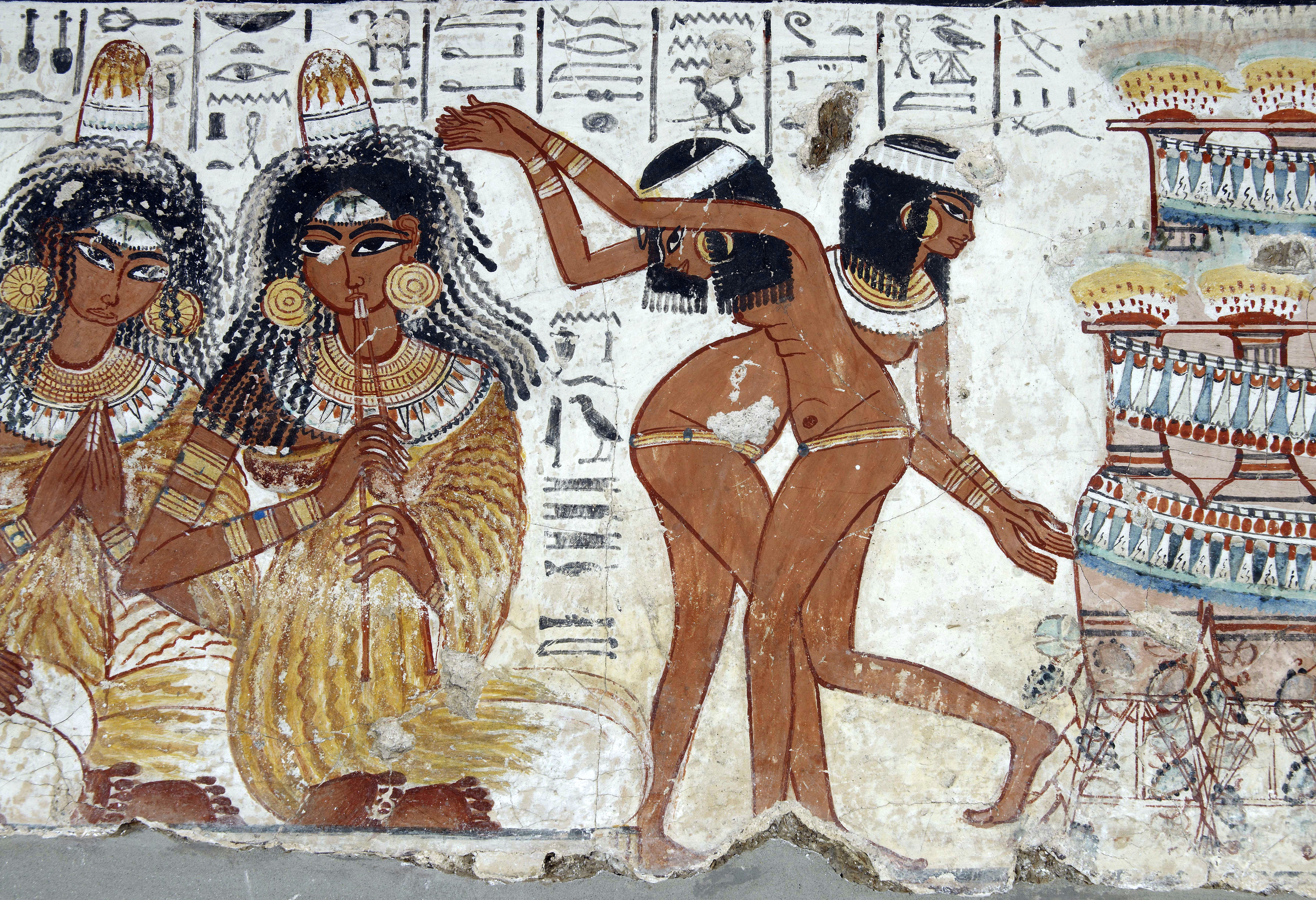
Antico Egitto, 1400 a.C.
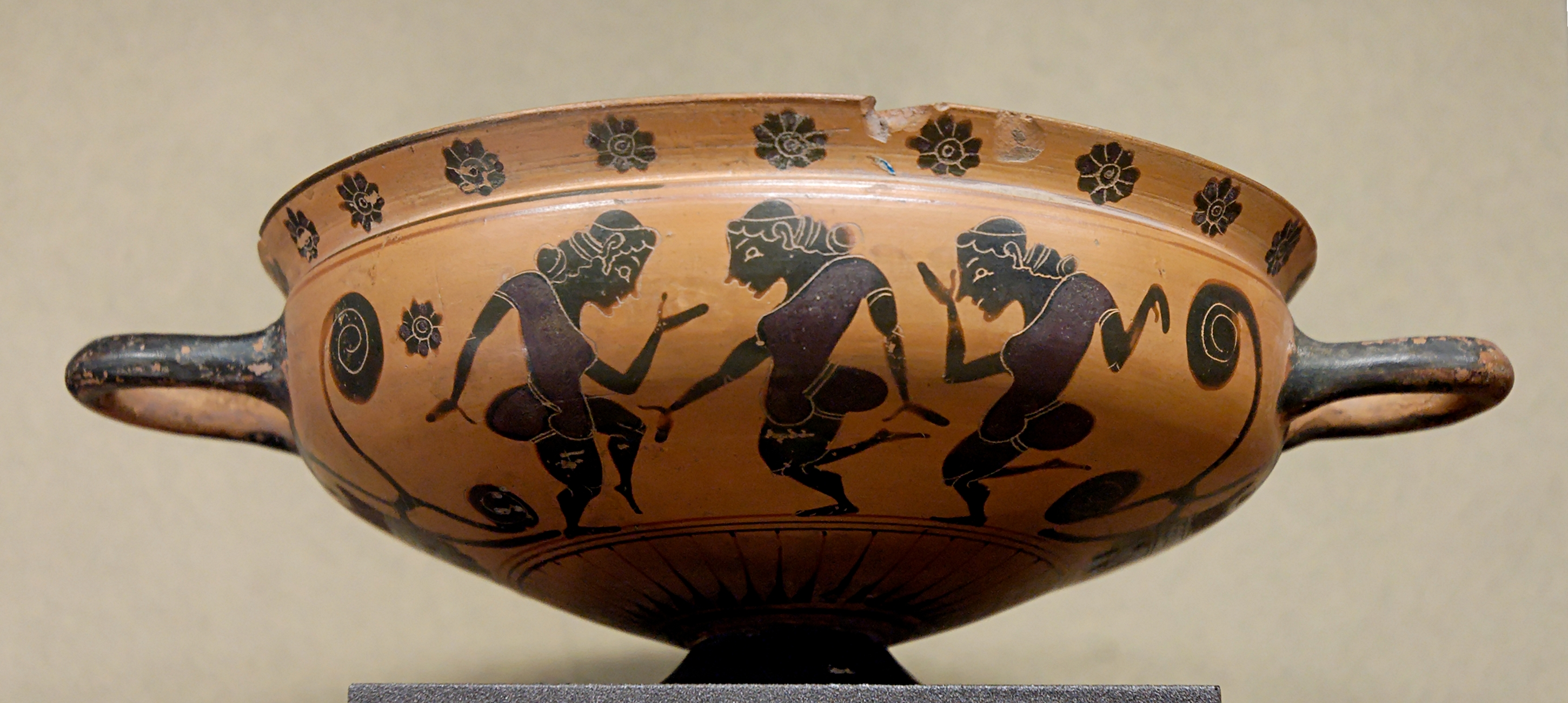
Grecia antica, 570 a.C.
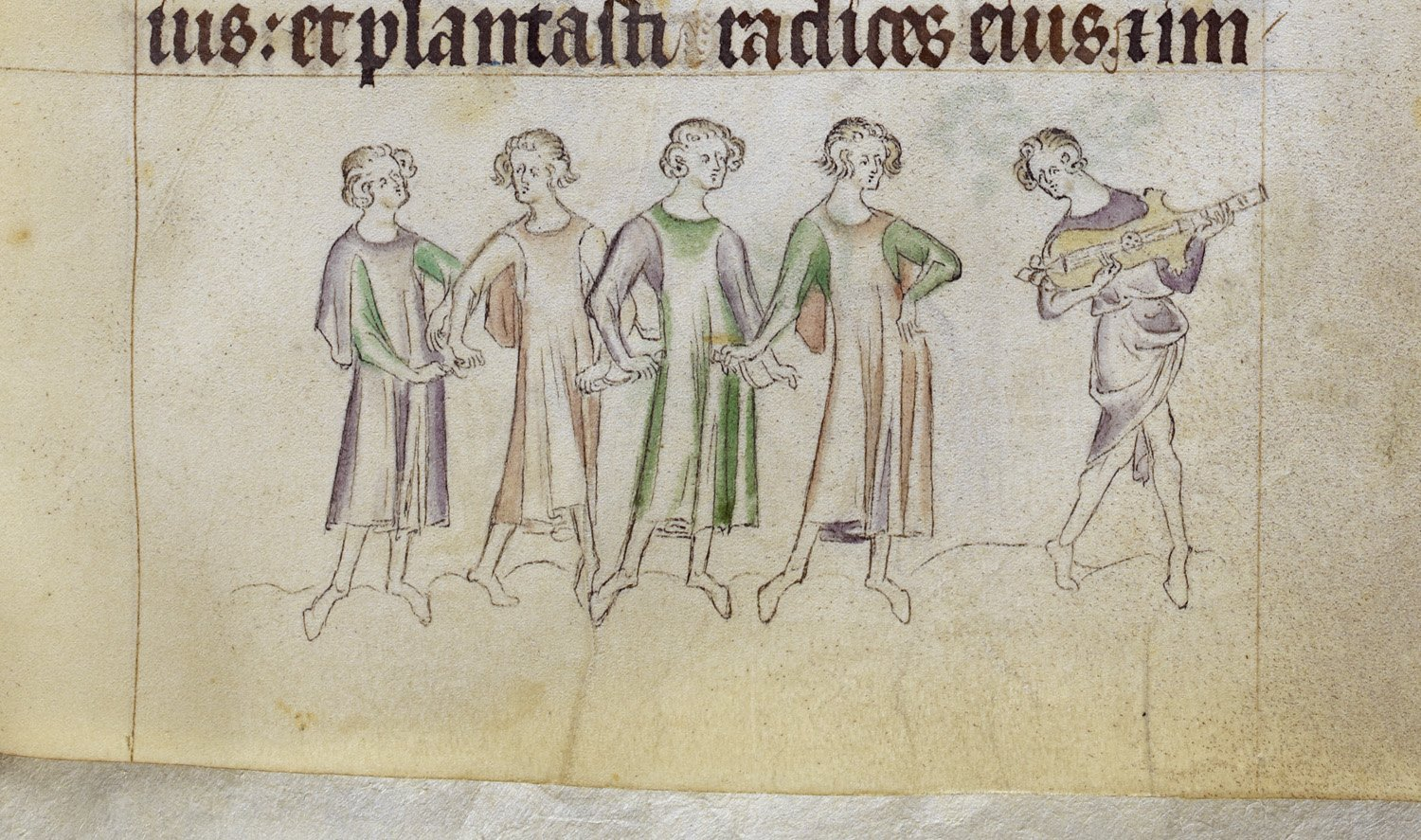
Germania, XIV secolo
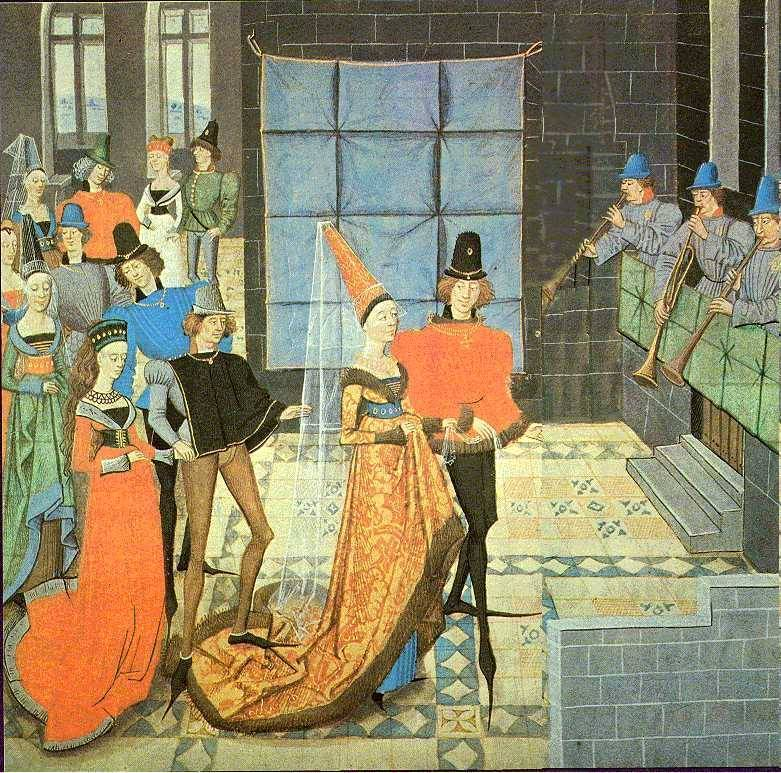
Francia, XV secolo
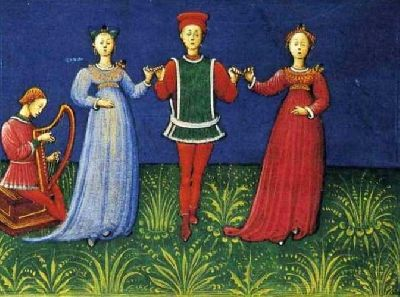
Italia, XV secolo
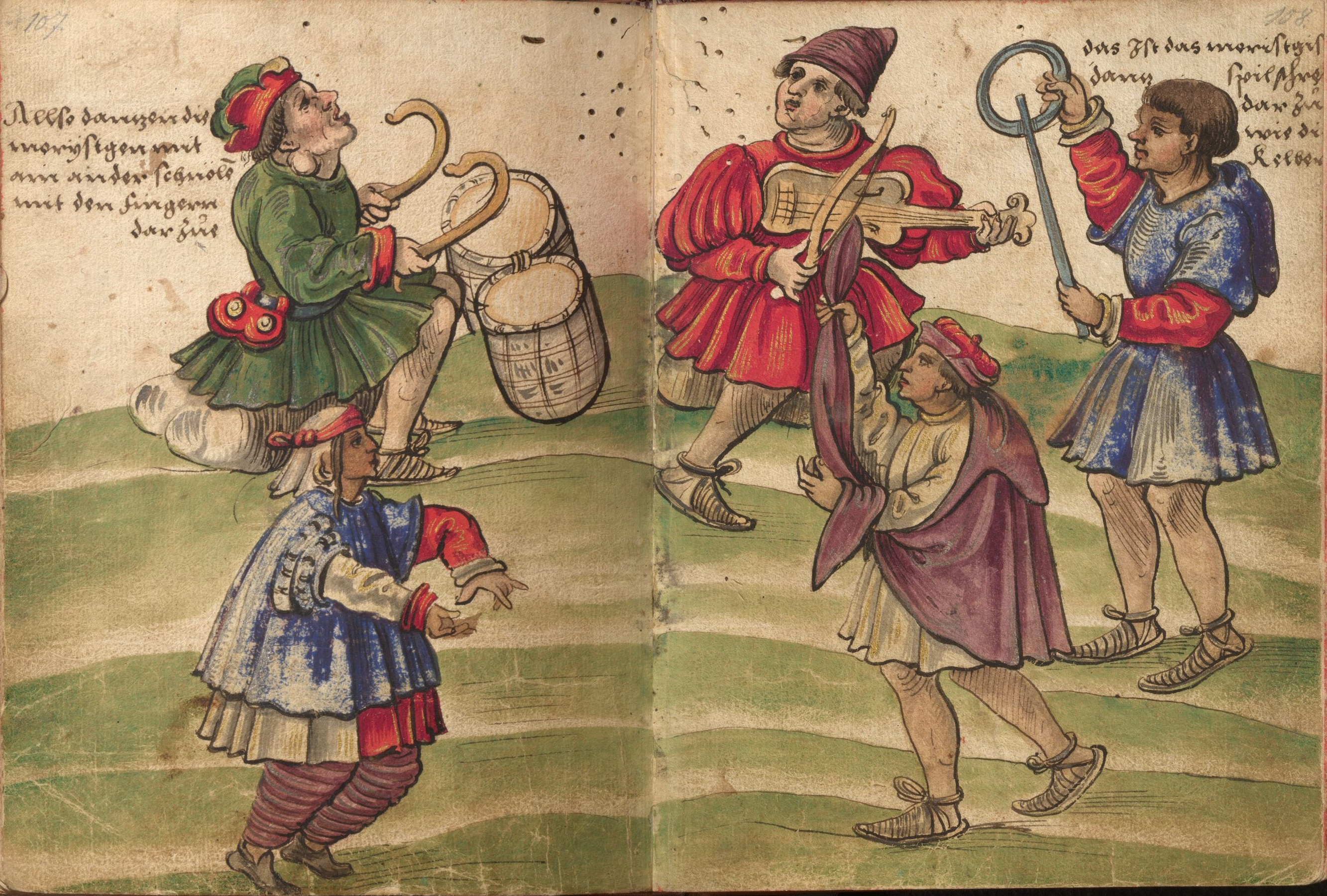
Germania, XVI secolo
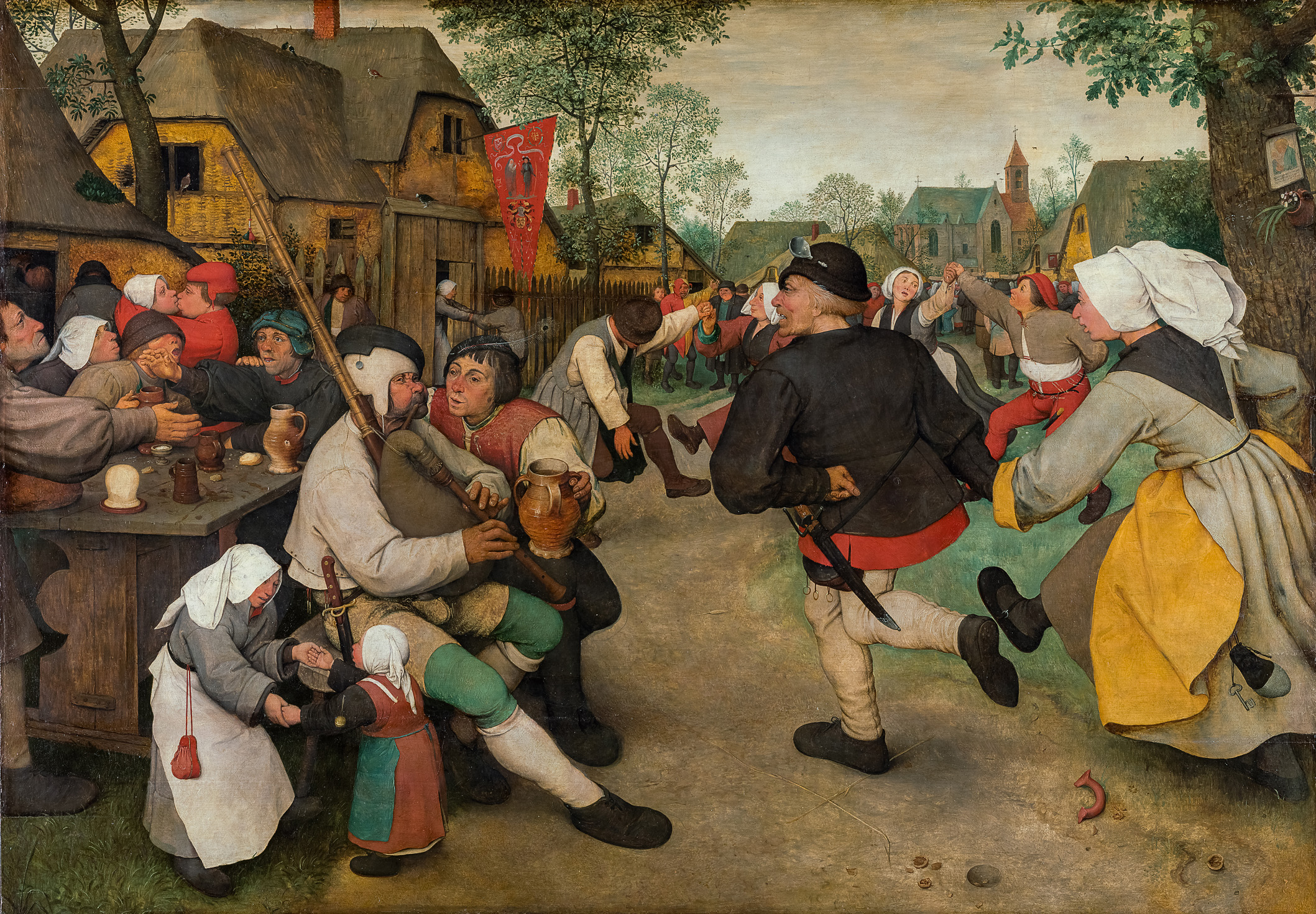
Danza nel villaggio. Paesi Bassi, XVI secolo
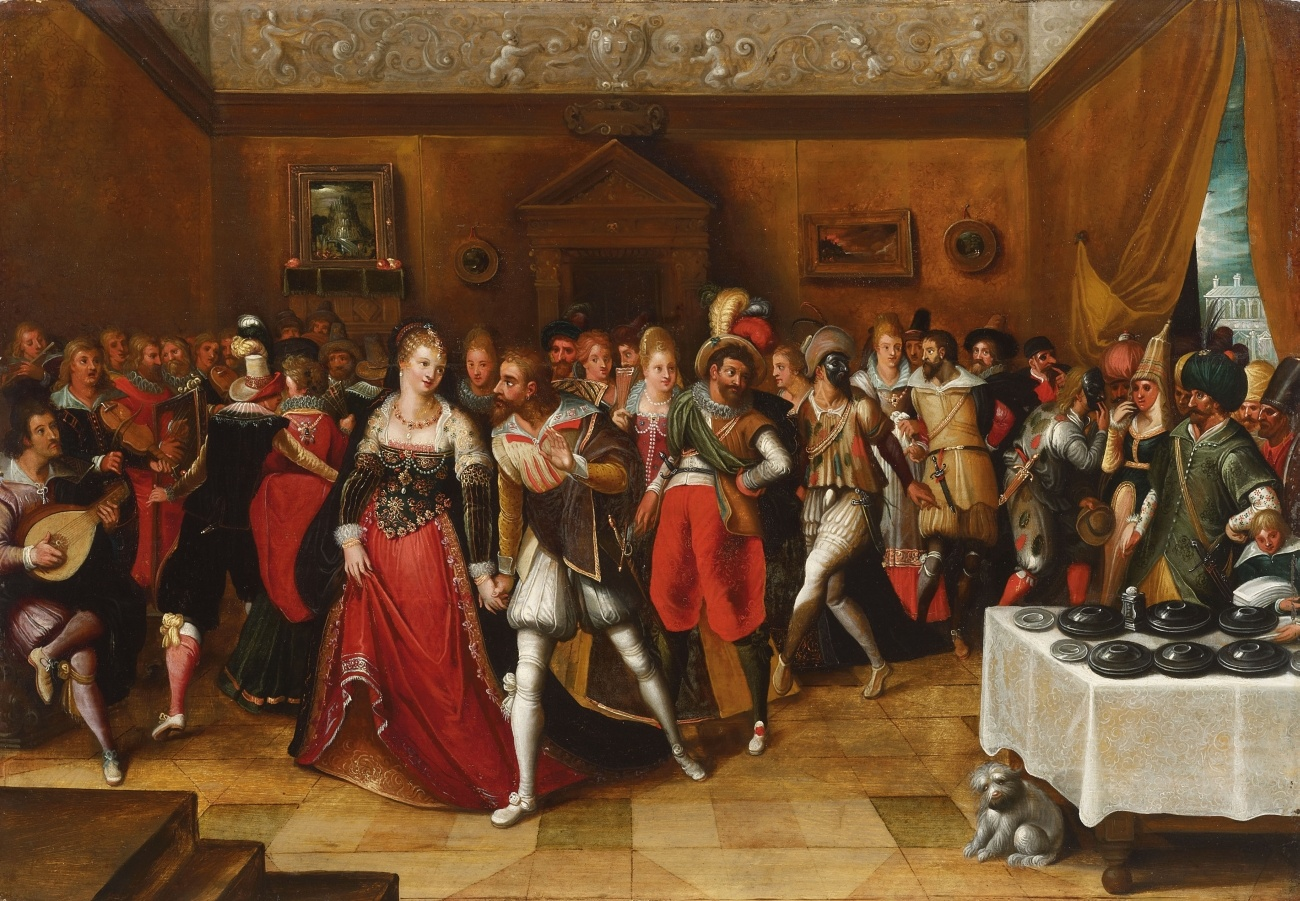
Paesi Bassi, XVII secolo
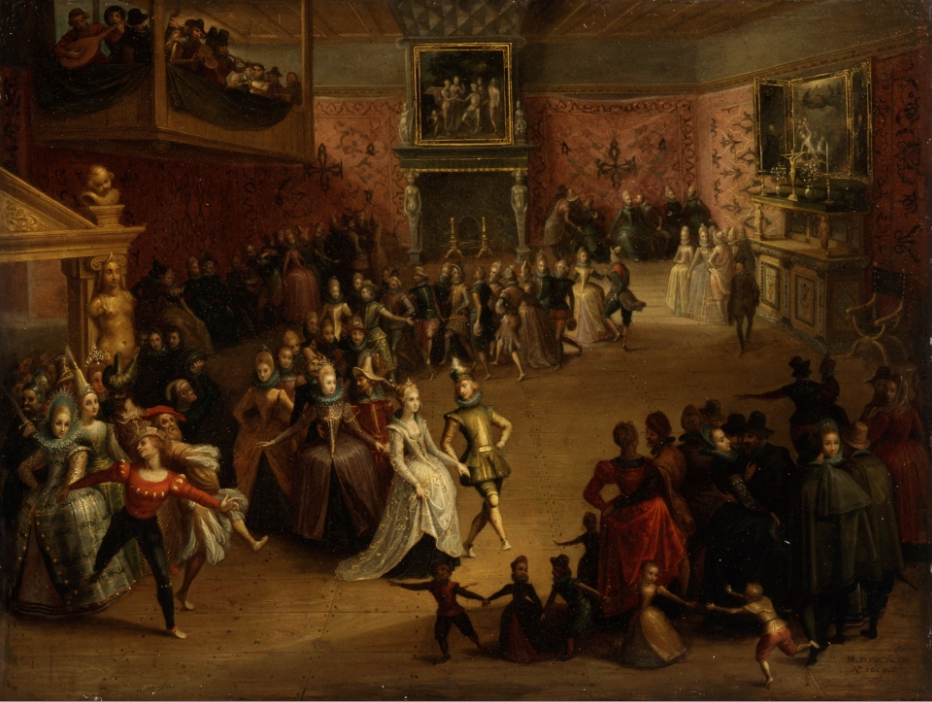
Paesi Bassi, XVII secolo
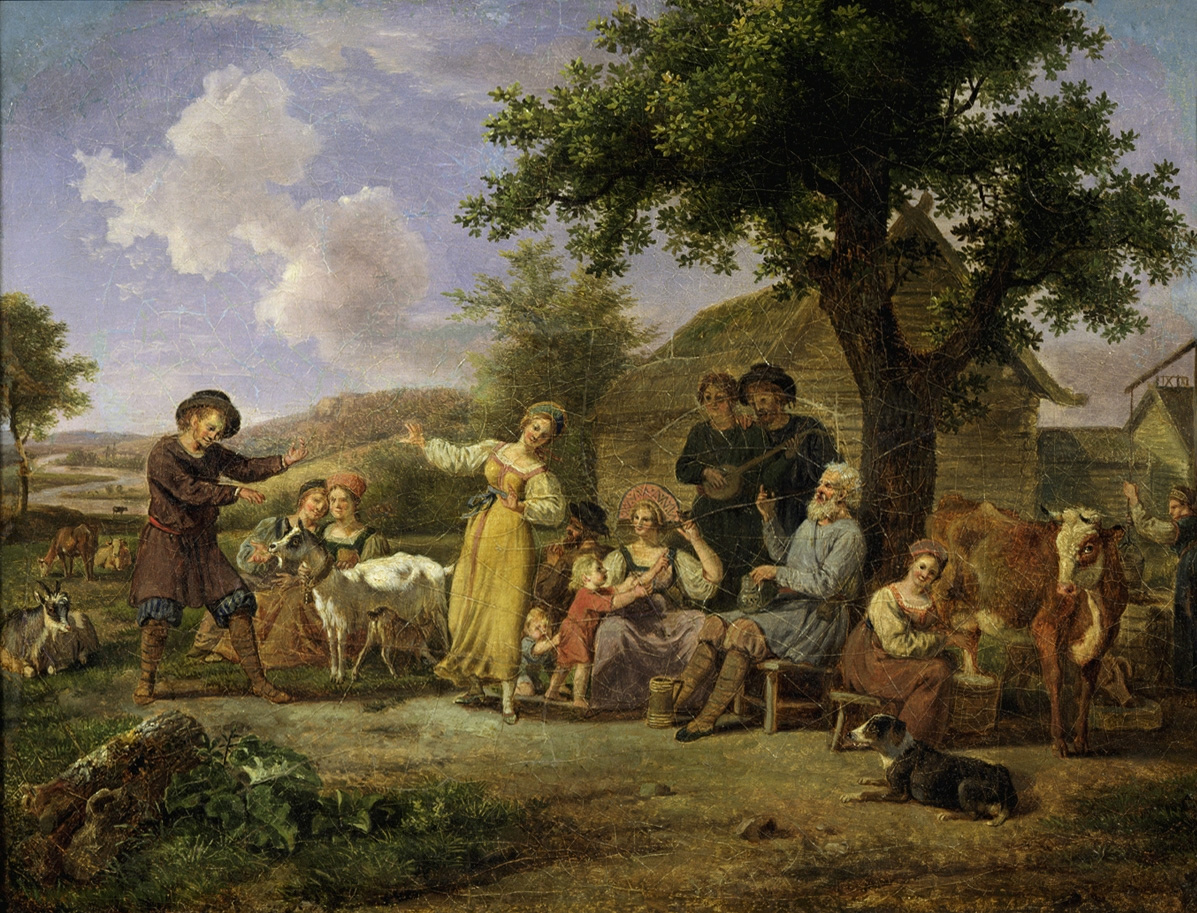
Danza nel villaggio. Russia, XVIII secolo
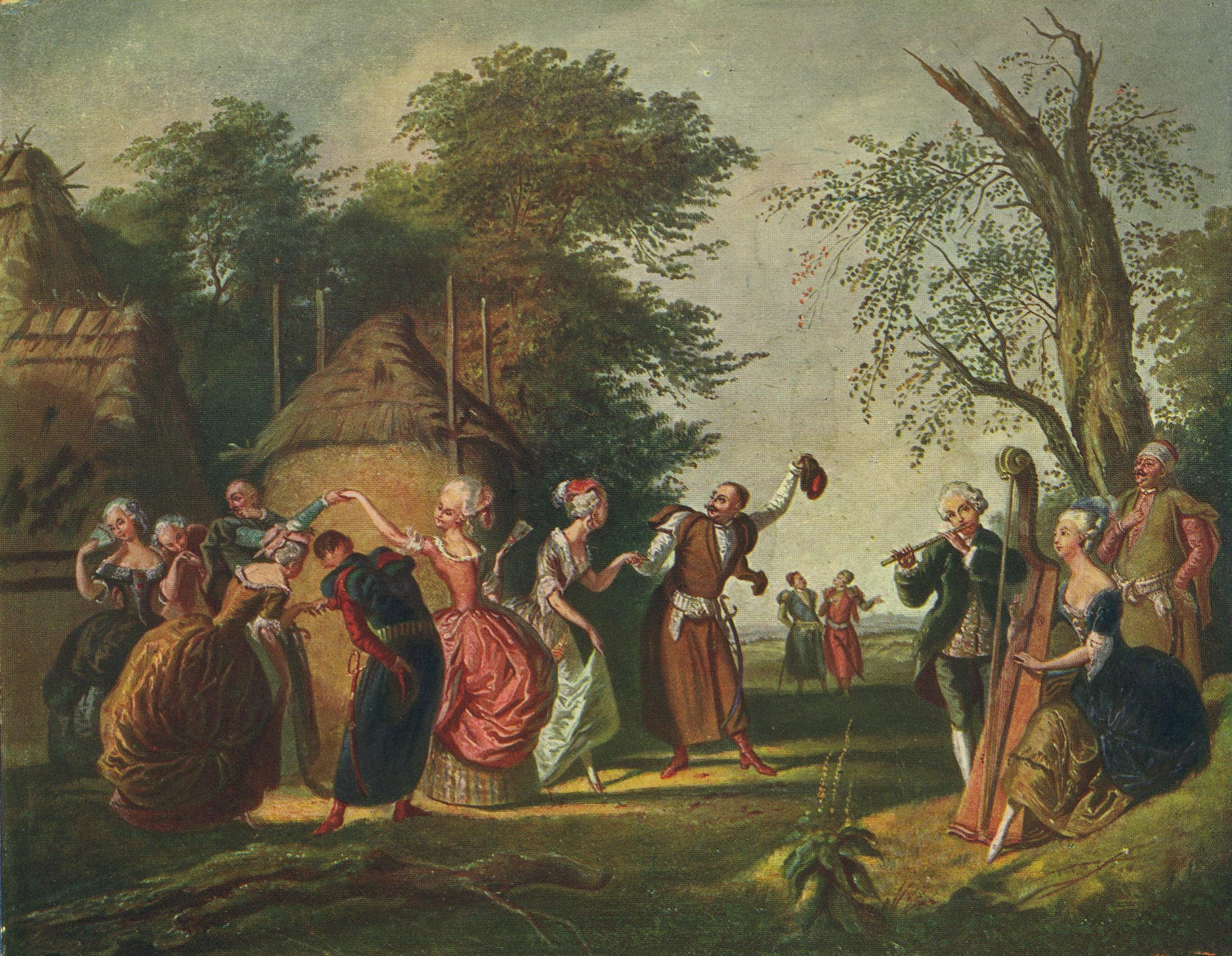
Polonia, XIX secolo
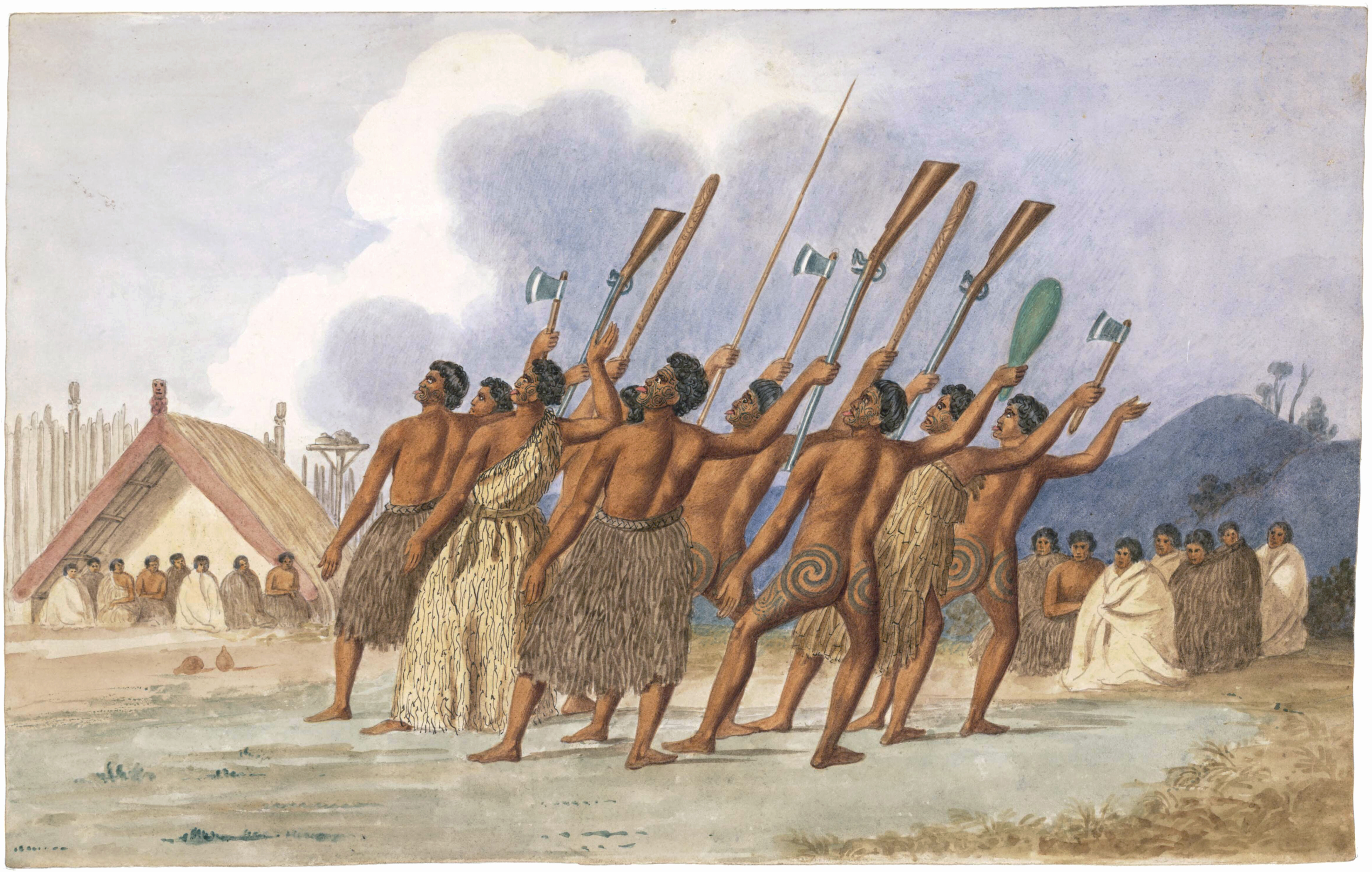
Popolo Maori, danza nel villaggio. Nuova Zelanda, XIX secolo
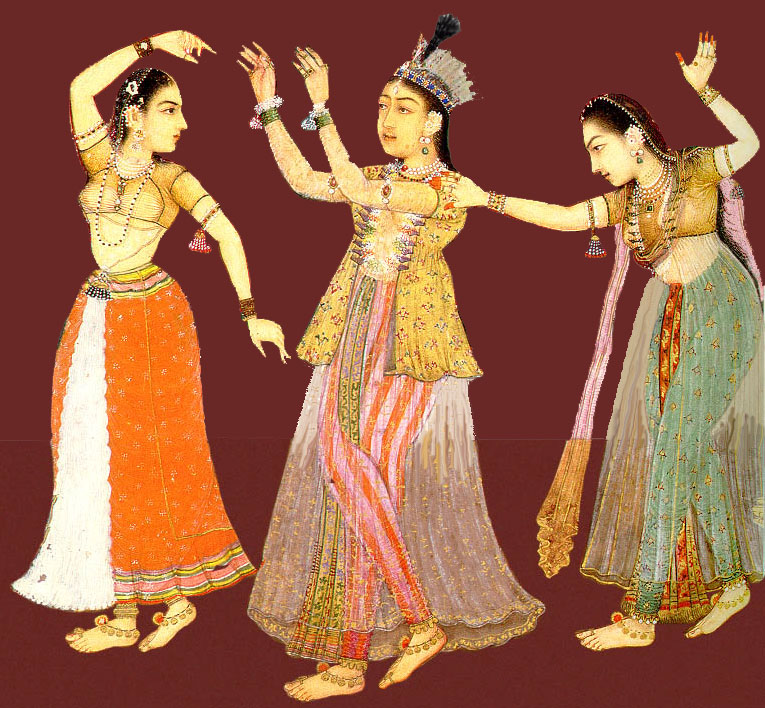
India, XIX secolo